# Чинђа де Боти
Чинђа де Боти (итал. Cingia de' Botti) је насеље у Италији у округу Кремона, региону Ломбардија.
Према процени из 2011. у насељу је живело 799 становника. Насеље се налази на надморској висини од 30 м.

## Становништво
Према резултатима пописа становништва 2011. у општини је живело 1.371 становника.
| 1936. | 1951. | 1961. | 1971. | 1981. | 1991. | 2001. | 2011. |
| ----- | ----- | ----- | ----- | ----- | ----- | ----- | ----- |
| 2.277 | 2.204 | 1.955 | 1.641 | 1.391 | 1.352 | 1.277 | 1.371 |